# Deva Vitoriosa
Deva Vitoriosa (em latim: Deva Victrix), também conhecida simplesmente como Deva, foi um fortaleza legionária (castro) e cidade da província romana da Britânia. O assentamento evoluiu para a moderna Céstria (Chester), no condado inglês de Cheshire. A fortaleza foi construída inicialmente pela II Legião Auxiliar nos anos 70 a medida que o exército romano avançou contra contra os brigantes, mas foi concluída nas décadas seguintes pela XX Legião Valeriana Vitoriosa.
Vários fatores, incluindo a presença de uma única construção elíptica nas fortalezas legionárias, o método de construção, e o tamanho incomum - 20% maior que outras fortalezas romanas na Britânia - sugerem que pode ter sido idealizada como base para uma potencial invasão da Irlanda (Hibérnia), e talvez posteriormente tornar-se-ia capital das Ilhas Britânicas unificadas sob o Império Romano. A fortaleza contêm quarteis, celeiros, bases militares, termas militares e um edifício elíptico incomum que poderia ter servido como a base do governador da Britânia. A fortaleza foi reconstruída pelo final do século I quando foi ocupada pela XX Legião, e novamente no começo do século III. A legião provavelmente permaneceu na fortaleza até sua posterior queda no final do século IV ou começo do V.
Um assentamento civil - canaba - cresceu em torno da fortaleza e foi um dos fatores que levaram a construção de um anfiteatro ao sudoeste da localidade. O anfiteatro romano de Céstria abrigou aproximadamente entre 8 000 e 10 000 pessoas, o maior anfiteatro militar conhecido na Britânia. O assentamento civil permaneceu em uso após a partida romana, vindo a se desenvolver na moderna cidade de Céstria. Houve também assentamentos periféricos em torno da Deva romana, incluindo Boughton, a fonte de suprimento de água da guarnição, e Handbridge, o sítio de uma pedreira de arenito e um Templo de Minerva. Este edifício dedicado a deusa Minerva é o único templo romano de pedra da Britânia in situ.

## História

### Fundação
Segundo o geógrafo do final do século I e começo do II Ptolemeu, Deva localizava-se nas terras dos celtas cornóvios. Os cornóvios eram uma tribo cuja territórios delimitavam os brigantes ao norte e os ordovicos a oeste e incluíam partes do que atualmente é Cheshire, Shropshire e o norte de Gales. Quando fracasso o tratado dos romanos com os brigantes - a tribo céltica que ocupou a maior parte do Norte da Inglaterra - eles decidiram que a melhor forma de assegurar uma paz prolongada seria mediante conquista militar. As campanhas foram lideras primeiro por Sexto Júlio Frontino, e mais tarde por Cneu Júlio Agrícola. A expansão deles para o norte da Britânia durante o reinado do imperador Vespasiano (r. 69–79) significou que eles precisavam uma nova base militar, próximo das novas fronteiras. Céstria era um sítio estratégico para uma fortaleza, controlando o acesso ao mar via o rio Dee e dividindo os brigantes e ordovicos. A II Legião Auxiliar foi enviada para Céstria e começou a construção de uma fortaleza legionária em meados de 70.
A fortaleza estava posicionada num penhasco de arenito, controlando a ponte sobre o rio e próximo ao porto natural, atualmente ocupado pelo hipódromo Roodee; a curva do rio forneceu proteção ao sul e oeste. O rio foi navegável até o cume de arenito, assim posicionando a fortaleza além dele teria dificultado o acesso ao porto. A fortaleza pode ter exigido até 2 400 000 litros de água por dia, supridos pela água fresca das fontes naturais do subúrbio de Boughton, 1,6 quilômetros a leste.

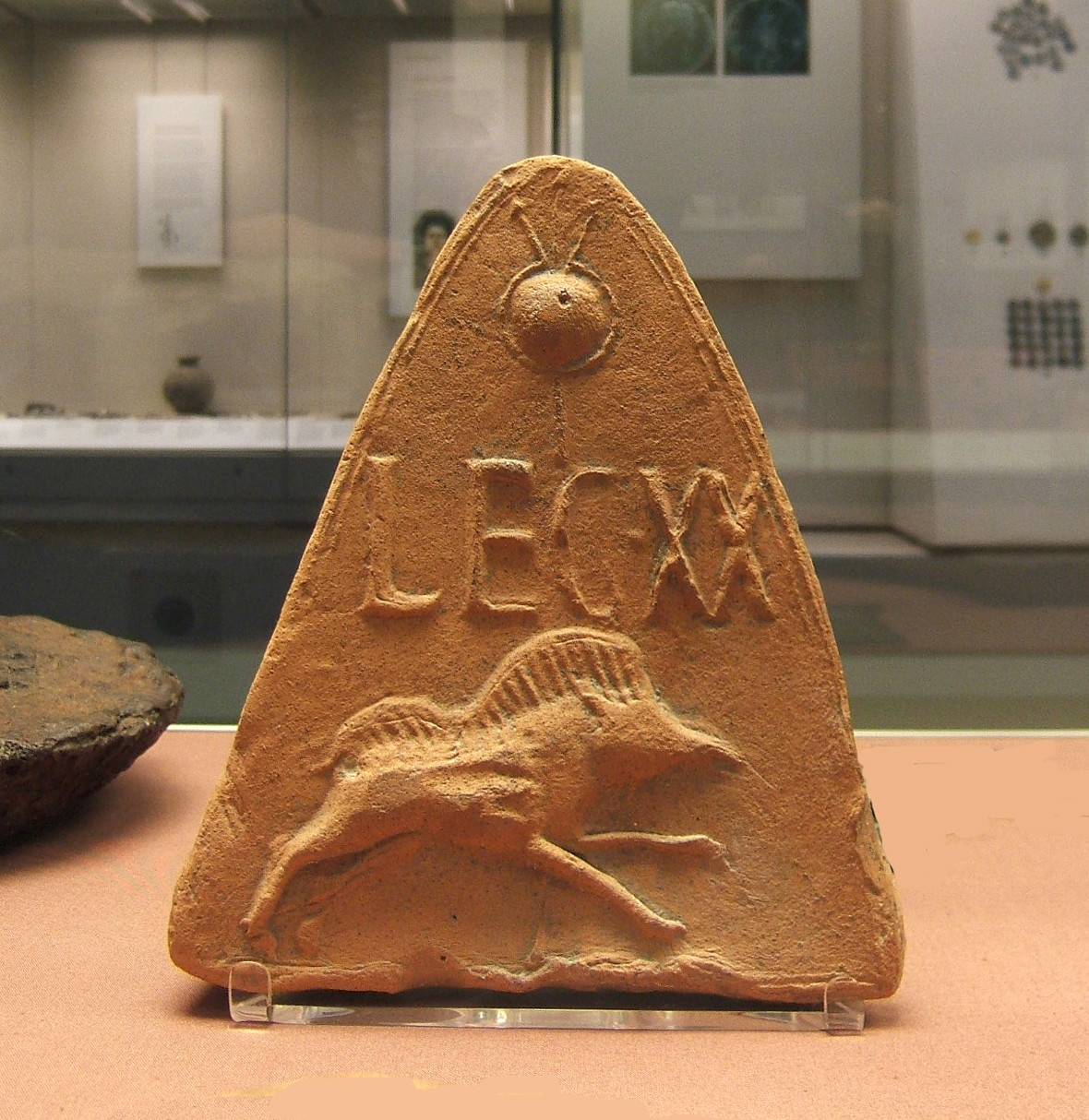
Antefixo moldado mostrando o emblema e estandarte da XX Legião localizado em Holt, Clwyd, Gales

Lingotes de cobre descobertos em Céstria indicam que a construção provavelmente estava em curso por 74. Já poderia haver edifícios militares no sítio, mas se assim o fosse, então estavam demolidos para permitir a construção da fortaleza. Os primeiros edifícios foram feitos de madeira, provavelmente por conveniência. Eles foram gradualmente substituídos por estruturas mais permanentes construídas utilizando-se o arenito extraído localmente. A defesa foi fornecida por um baluarte de 6 metros de largura e um vala de 3 metros de largura e 1,5 metros de profundidade. O baluarte foi feito de turfa depositada sobre areia, argila, pedregulhos e camadas de toras.
A fortaleza era do tradicional formato "carta de baralho" - retangular com cantos arredondados - e tinha quatro portas: norte, leste, sul e oeste. Cobriu 25 hectares (62 acres), fazendo-a a maior construída na Britânia durante os anos 70. Estimadas 24 664 toneladas de vigas foram utilizadas na primeira fase de construção da fortaleza; construída externas estiveram associadas ao complexo, tais como o porto e o anfiteatro, o que requiriria adicionais 31 128 toneladas. A fortaleza continha quarteis, celeiros (hórreos), bases militares (princípio) e termas. Os blocos de quarteis eram edifício de pau a pique, cada qual com 82,5 metros de comprimento e 11,8 metros de largura.
O nome Deva Vitoriosa (em latim: Deva Victrix) deriva de "deusa", e a fortaleza foi nomeada em honra a deusa do rio Dee; a forma latina para "deusa" era "dea" ou "diva".[carece de fontes?] Há outra alternativa segundo a qual o nome romano foi adotado diretamente do nome bretão do rio. Pensa-se que o título "vitoriosa" no nome foi tomado do título da XX Legião Valéria Vitoriosa que era baseada em Deva. O nome da cidade de Céstria (em inglês: Chester) deriva da palavra latina castro (em latim: castrum; pl. castra), significando "forte" ou "acampamento militar": "-chester" e "-caster" são sufixos comuns em nomes de outras cidades inglesas que surgiram como campos romanos.

### Sob a XX Legião Valéria Vitoriosa

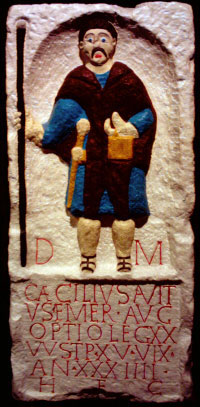
Lápide descrevendo Cecílio Ávito, um optio na XX Legião

Em 88, o imperador Domiciano (r. 81–96) ordenou que a II Legião Auxiliar fosse para o Danúbio Inferior. A XX Legião Valéria Vitoriosa foi disposta para guarnecer Deva Vitoriosa, abandonando o forte que haviam construída na Escócia, em Inchtuthil. Quando chegaram começaram a reconstruir Deva, primeiro de madeira e pelo final do século I, de pedra. Os novos muros da fortaleza de pedra eram de 1,36 metros de espessura na base e 1,06 no topo. Localizado em intervalos regulares, aproximados 600 metros de distância, junto aos muros estavam 22 torres de aproximados 6,5 metros quadrados. A vala defensiva foi recavada e possuía 7,5 metros de largura e 2,45 de profundidade. Estimadas 55,452 toneladas de pedra foram utilizadas para construir as novas defesas da fortaleza. Os quarteis de madeira foram substituídos por edifícios de pedra de um tamanho similar.
Durante o século II, ao menos parte da XX Legião tomou pate na construção do Muro de Adriano, levando ao abandono de algumas seções da fortaleza e o desuso de outras. A XX Legião provavelmente partiu em campanha em 196 sob Décimo Clódio Albino (r. 196–197) na Gália, deixando Dava sub guarnecida. Eles teria sofrido pesadas baixas na Gália antes de retornarem à Britânia.
Após ataques contra os bárbaros no começo do século III sob Sétimo Severo (r. 193–211), a fortaleza de Deva foi novamente reconstruída, desta vez usando estimadas 309,181 toneladas de pedra. Gildas e Beda localizaram o martírio de Júlio e Aarão do começo do século IV na "Cidade das Legiões", geralmente identificada como sendo Isca Augusta (atual Caerleon) em vez de Deva. Durante o século IV o tamanho da legião, e por conseguinte da guarnição, pode ter diminuído em consonância ao resto das forças imperiais.

### Declínio e abandono

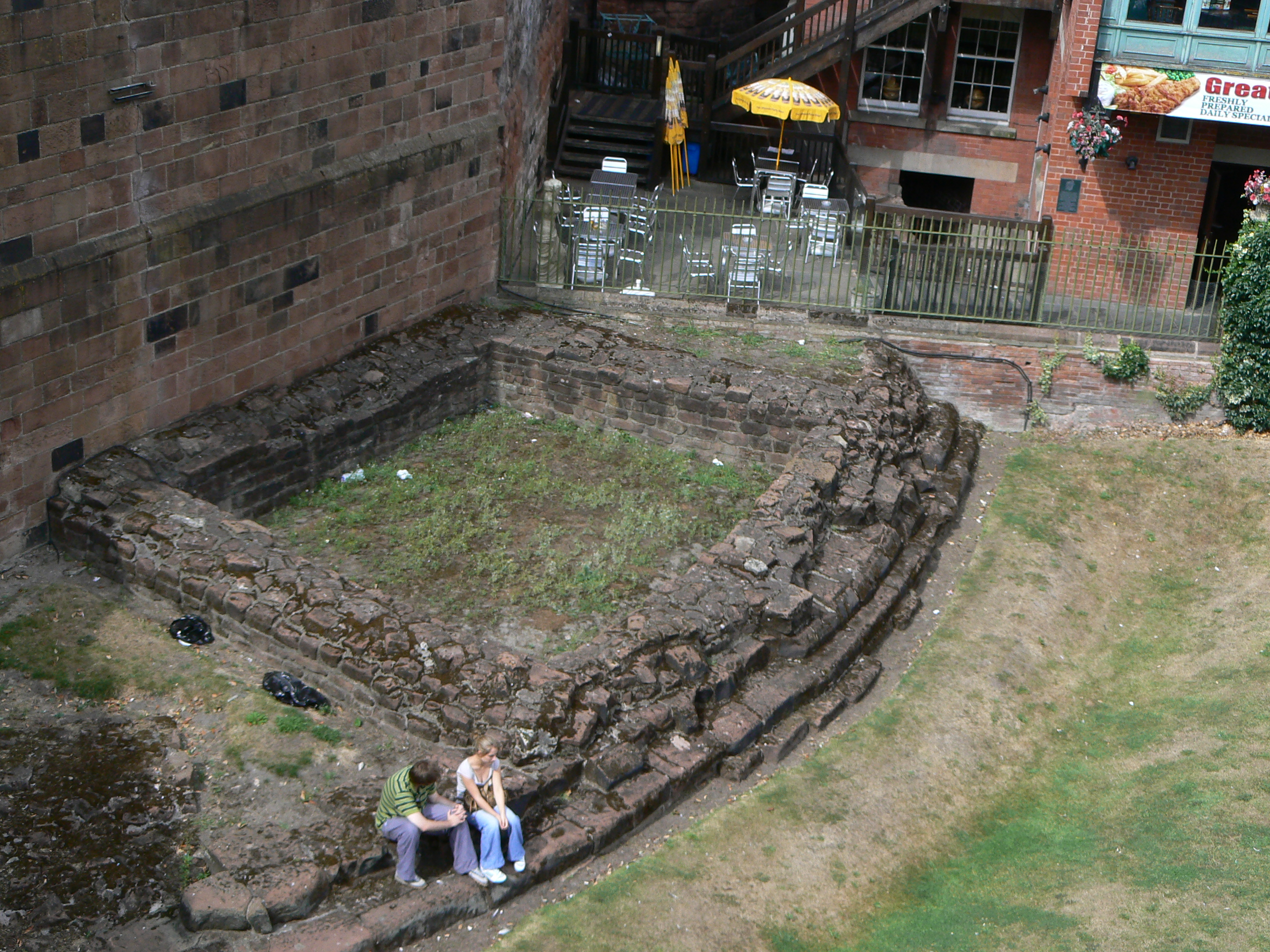
Ruínas duma torre romana

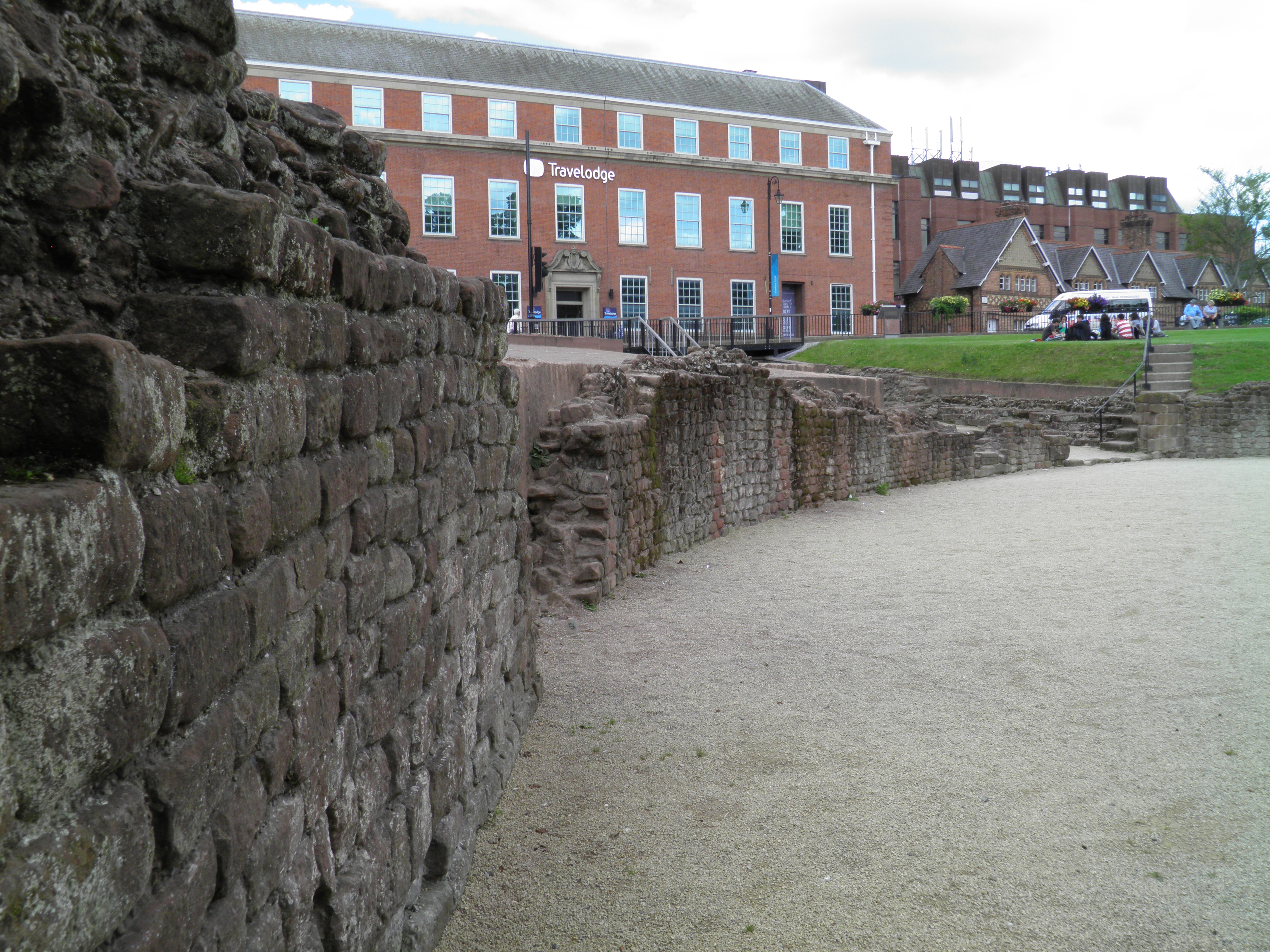
Ruínas das muralhas romanas

Grande parte das edificações da fortaleza ainda estava sendo mantidas na segunda metade do século IV e os quarteis ainda eram habitados. Até 383, soldados em Céstria estavam sendo pagos com moedas das casas da moeda imperiais; após isso os soldados podem ter sido removidos por Magno Máximo (r. 383–388) quando invadiu a Gália em 383. A Notitia Dignitatum, escrita em torno de 395, não registra quaisquer unidades militares aquarteladas em Deva, indicando que a fortaleza não estava sendo usada pelo exército neste período. Se estivesse em uso pelo exército, isso teria terminado por 410 quando os romanos retiraram-se da Britânia e o imperador romano ocidental Honório (r. 395–423) informou às cidades da Britânia que lidassem por conta própria com os invasores. Os civis provavelmente continuaram a utilizá-la e suas serviriam como proteção às invasões no mar da Irlanda.
A habitação de Céstria continuou em menor escala uma vez que as legiões haviam partido. Os edifícios caíram em desuso, embora sabe-se que algumas das maiores estruturas sobreviveram por algum tempo. A cidade, no entanto, provavelmente permaneceu o centro militar e administrativo da região. Após a chegada dos anglo-saxões, o assentamento tornou-se conhecido como Legacestir (Legacaestir), significando "Cidade das Legiões" em inglês antigo. Cronistas medievais acreditam que a Igreja de São Pedro e São Paulo - mais tarde o sítio da Catedral de Céstria - seria de origem romana, embora nenhuma evidência foi descoberta para apoiar isso. Quando Céstria tornou-se um burgo em 907, os muros da fortaleza foram reparados e incorporados às suas defesas. Muito da alvenaria romana foi roubada e reutilizada em períodos posteriores.
No século XIV, Ranulfo Higden, um monge de Céstria, descreveu alguns restos romanos, incluindo os esgotos e lápides. Antiquários começaram a interessar-se nos restos no século XVII e o interesse continuou a crescer no século XVIII, alimentado pelos relatos da Céstria romana e descobertas arqueológicas, tais como um altar dedicado a Júpiter Tânaro. Júpiter Tânaro foi uma versão romanizada do deus celta Tanaris que era o equivalente de Júpiter, o deus do trovão. Em 1725, William Stukeley relatou os arcos romanos do portão leste; eles foram demolidos em 1768. Pelo século seguinte, descobertas acidentais continuaram, tais como parte de um complexo termal fora da fortaleza que foram destruídos pelo desenvolvimento imobiliário do final do século XVIII. A Sociedade Arqueológica de Céstria, fundada em 1849, adquiriu artefatos em Céstria e realizou escavações onde possível; o Museu Grosvenor foi aberto em 1886 para permitir ao público visitar a coleção da sociedade. A sociedade continuou a trabalhar em Céstria, relatando informação da fortaleza e seu assentamento circundante, frequentemente como trabalhos de construção destruíram os sítios. Entre 1962 e 1999, aproximadas 50 escavações foram realizadas dentre e em torno da fortaleza, revelando nova informação sobre Deva Vitoriosa. Entre 2007 e 2009, escavações estiveram em progresso no anfiteatro em nome da Câmara Municipal de Céstria, em associada com o English Heritage.

## Características

### Canaba legionária

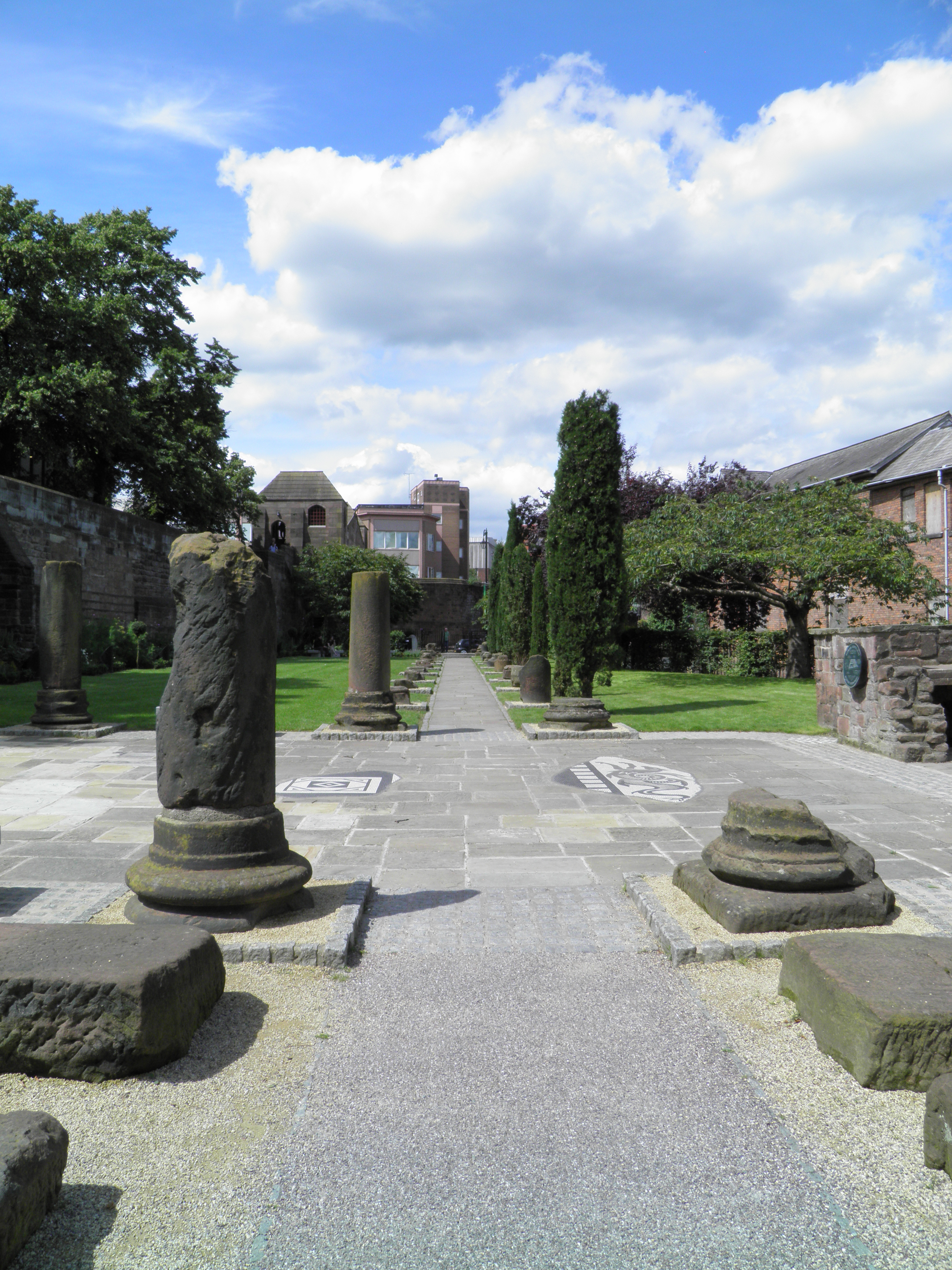
Restos de colunas dos jardins Romanos

Um assentamento civil, chamado canaba legionária (em latim: canabae legionis) foi gradualmente estabelecido fora dos muros da fortaleza; provavelmente começou como um conjunto de comerciantes que tornaram-se prósperos por lidar com a fortaleza. O assentamento foi administrado por um conselho eleito em vez da legião. Como muitos legionários aposentados se instalaram na canaba, efetivamente fizeram-a uma colônia veterana. Cemitérios estava localizados ao longo das estradas levando ao assentamento, além das áreas construíveis. O Museu Grosvenor tem aproximadas 150 lápides, a maior coleção de lápides romanas de um único sítio na Britânia. Muitas delas foram utilizadas para reparar o muro norte no século IV.
O assentamento estendeu-se para leste, sul e oeste; lojas defrontaram as laterais da estrada por aproximados 300 metros além dos muros da fortaleza. Para leste havia a pista de desfile da legião, termas civis foram construídas para oeste, e para sul estava uma mansão, uma grande casa de instrução para oficiais do governo em viagem. Os edifícios da canaba legionária foram originalmente de madeira, mas durante o começo do século II começaram a ser substituídos por estruturas de pedra. O assentamento expandiu ao longo dos séculos II e III a medida que a população cresceu. Uma vez que a legião abandonou a fortaleza, o assentamento civil continuou a existir, posteriormente tornando-se parte da cidade de Céstria.
De fato, estudiosos como Christopher Snyder acreditam que durante os séculos V e VI - aproximadamente de 410 quando as legiões romanas retiraram-se até 597 quando Santo Agostinho da Cantuária chegou - o sul da Britânia preservou uma sociedade sub-romana que foi capaz de sobreviver aos ataques dos anglo-saxões bárbaros e mesmo usou um latim vernacular (chamado latim britânico) para uma ativa cultura. Há mesmo a possibilidade que este latim vernacular perdurou até o século VII na área de Céstria, onde ânforas e restos arqueológicos de uma cultura romano-britânica em Deva Vitoriosa foram encontrados.

### Pedreira legionária

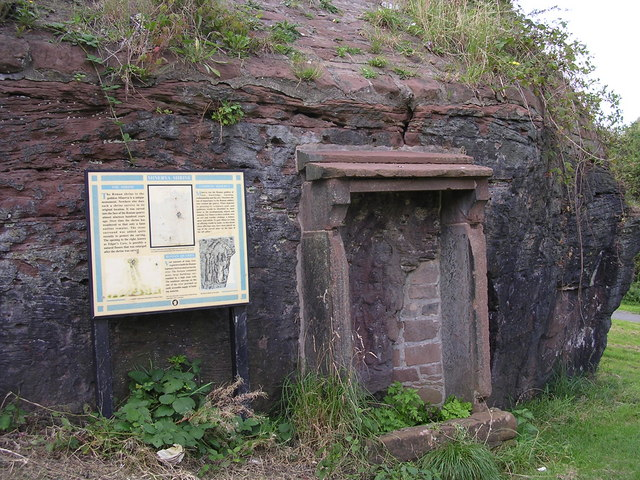
Templo de Minerva

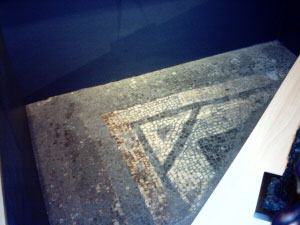
Parte dos mosaicos das termas de Deva

A fortaleza romana de Deva foi construída com arenito local, que foi extraído do rio ao sul da fortaleza. Traços da pedreira são visíveis em Handbridge. No século II, um templo para a deusa romana Minerva foi esculpido na pedreira para proteção, talvez pelos trabalhadores da pedreira. Apesar do pesado intemperismo, a figura pode ser vista segurança uma lança e um escudo com uma coruja sobre o ombro esquerdo para simbolizar sabedoria. Há também uma escultura dum altar onde oferendas eram deixadas. O único exemplar romano cortado na pedra ainda in situ na Britânia, o santuário de Minerva é Grau I na Listed building.

### Termas legionárias
Deva possuía um grande complexo termal legionário (termas) para os soldados manterem a boa higiene e para usarem como lazer. As termas estavam situadas próximo ao portão sul e mediam 82,6 metros por 85,5 metros. Elas foram concluídas pelo fim do reinado de Vespasiano (r. 69–79). O completo foi construído de concreto e revestido com pedra. Os muros era de 1,2 metros de espessura e os edifícios abobadados elevavam-se tão alto quanto 16,1 metros. Uma grande área das termas foi destruída por obras de construção em 1863 e durante a construção do Centro de Compras de Grosvenor em 1963. Colunas de arenito do salão de exercícios das termas, medindo 0,75 metros de diâmetro, estão presentes nos "Jardins Romanos" fora da Rua Pepper; as colunas originalmente mediam 5,9 metros de altura. Uma seção do hipocausto permanece in situ e está em exibição no porão da Rua 39 Bridge.
O complexo termal compreendia uma sala de entrada (vestíbulo), um salão de exercícios (basílica termal), uma sala de sudorese (sudatório), uma sala fria com uma piscina fria (frigidário), uma sala morna (tepidário) e uma sala quente com um banho de imersão quente (caldário). Uma quadra descampada para exercícios (palestra) também formou parte do complexo. As termas tinha mosaicos no chão e eram aquecidas por um sistema hipocausto subterrâneo conectado a três fornalhas. Tais fornalhas requeriam várias toneladas de madeira todos os dias. As termas teriam estado em operação 24 horas por dia, usando estimados 850 000 litros de água por dia. A água foi fornecida das fontes em Boughton através de canos de chumbo subterrâneos que ligavam-as ao principal aqueduto próximo do portão leste. A água era então armazenada em grandes tanques com fundações de concreto, antes de alimentarem o complexo.

### Inscrição do Salão do Mercado

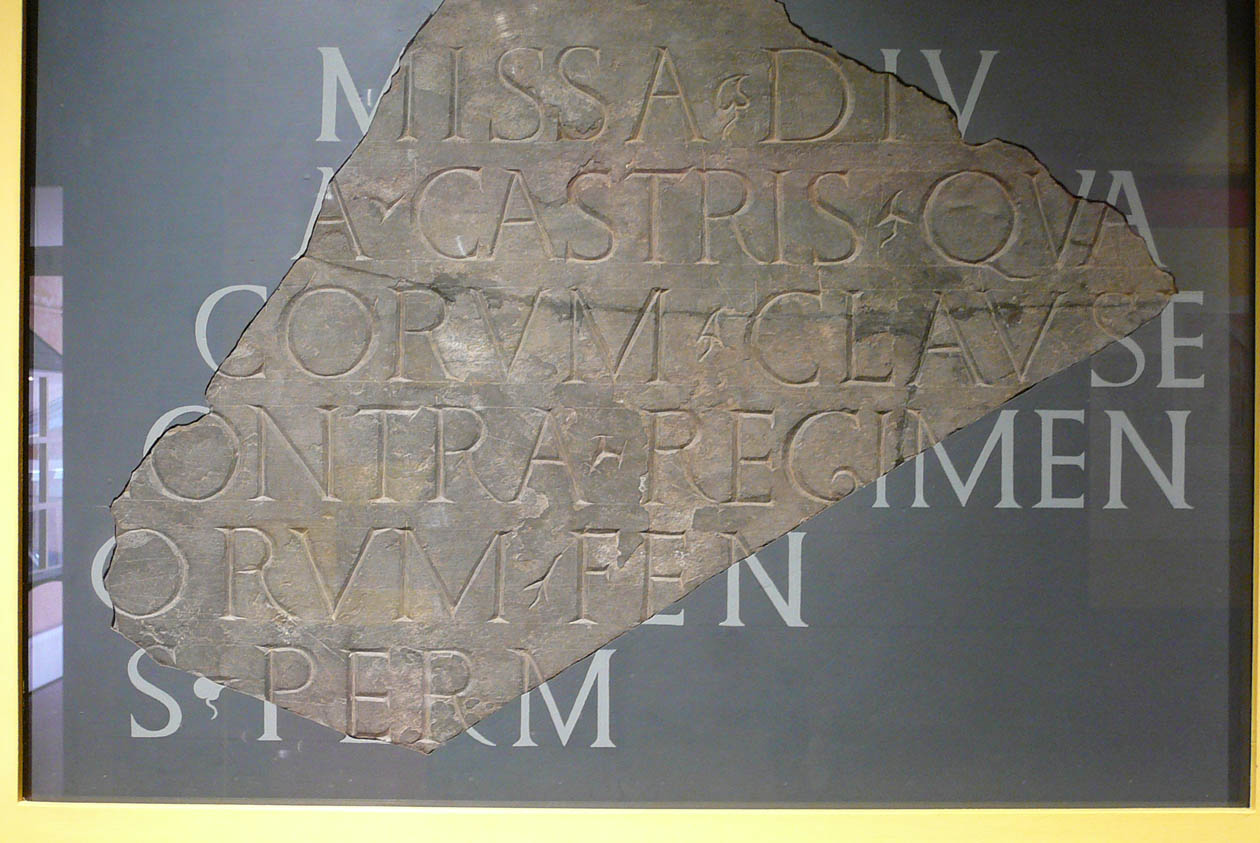
Fragmento da inscrição de Deva

Este é um fragmento de uma inscrição muito maior, finamente gravada sobre ardósia galesa, que foi descoberta próximo do princípio do forte. O arqueólogo David J. P. Mason disse que:
| “ | [...] Inscrições desse tipo são comparativamente escassas [...] ela portanto parece provavelmente pertencer à classe administrativa de inscrição, geralmente escrita por extenso [...] que foram colocadas como um registro público de decisões oficiais tomadas pelo mais alto nível do governo. | ” |

Exemplos de inscrições importantes desta natureza incluem tratados com tribos locais e declarações direitos. O texto desta inscrição não pode ser reconstruído de seu pequeno fragmento, mas parece tratar sobre a "fortaleza", uma "conclusão amigável", e alguém estando "contra o regime".

### Anfiteatro

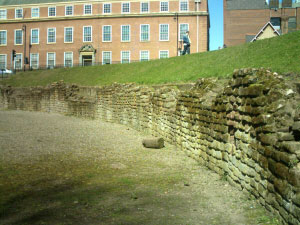
Anfiteatro de Deva

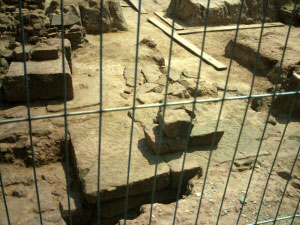
Pedras da fundação para o contraforte externo do segundo anfiteatro

O anfiteatro foi descoberto em 1929, e protegido pela Sociedade Arqueológica de Céstria - com apoio do primeiro ministro Ramsay MacDonald - da construção de uma via sobre o sítio. As escavações revelaram traços do cultivo do final da Idade do Ferro, e eles mostram que o anfiteatro de Deva teve duas fases de construção. O primeiro anfiteatro foi construído de madeira logo após a construção da fortaleza e media 75 metros ao longo do eixo maior e 67 metros ao longo do eixo menor. Há vários fatores indicando que a fase de madeira pode ter apenas pretendido ser temporária: não há evidência de reparos da estrutura, a edificação não foi substancialmente construída, com 0,6 metros de profundidade das fundações, e era menos que a fase de pedra posterior.
Foi substituído no período flaviano por outro feito de pedra, medindo 95,7 metros ao longo do eixo maior e 87,2 metros ao longo do eixo menor. Embora o anfiteatro cresceu, apenas a arquibancada foi estendida, e não a arena. As últimas escavações indicam que foi uma estrutura de dois níveis, capaz de acomodar entre 8 000 e 10 000 espectadores. A segunda fase da construção produziu o maior anfiteatro militar conhecido na Britânia. Ele é um monumento planificado.
O anfiteatro serviu para uma variedade de propósitos. Devido à sua proximidade com o forte, teria sido utilizado como local para treino com armas, bem como exibição de entretenimento espetacular envolvendo acrobatas, lutadores e gladiadores profissionais. Os muros do anfiteatro foram de 0,9 metros de espessura e podiam ter se estendido tão alto quanto 12 metros. Os contrafortes foram tão insubstanciais para serem estruturais, que deviam ter sido decorativos.
Parte de um friso de ardósia descrevendo um reciário, ou lutador de rede, foi descoberto em 1738, mais provavelmente datando do século II; foi provavelmente utilizado para decorar a tumba dum gladiador. Outros achados incluem uma estatueta de bronze de um gladiador, partes de uma tigela romana descrevendo cenas com gladiadores, e parte do punhal dum gládio. Grande parte da alvenaria do anfiteatro foi reutilizada na construção da Igreja de São João Batista e o Mosteiro de Santa Maria.

### Edifício elíptico
Em 1939, alguns pavimentos e os muros de dois edifícios elípticos incomuns foram descobertos, um encima do outro. Estes edifícios elípticos foram parcialmente descobertos atrás do salão do mercado de Céstria, e nenhum edifício similar foi encontrado em outras fortalezas legionárias. Os edifícios estiveram localizados próximo ao centro da fortaleza e tinham seus próprios edifícios termais e uma gama de armazéns em torno do exterior. A presença de um segundo edifício termal é incomum, pois as fortalezas legionárias geralmente possuíam apenas um complexo termal interno.

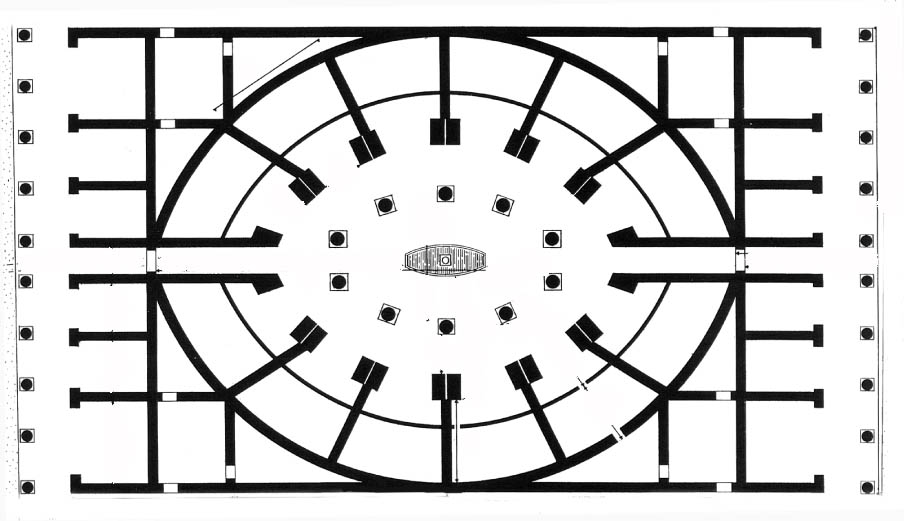
Esboço do primeiro edifício elíptico

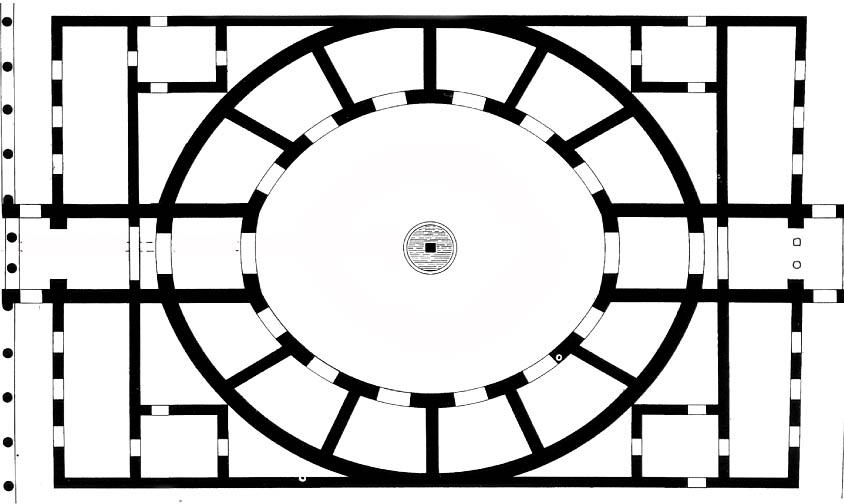
Esboço do segundo edifício elíptico

A construção no sítio começou em torno de 77 e isso foi confirmado pela extensão duma canalização de chumbo, que abasteceu um reservatório ou fonte central, que foi carimbada com o nome do imperador Vespasiano. O primeiro edifício foi prestigioso e feito com fundações de concreto e finamente revestido com alvenaria, e foi provavelmente o mais rico edifício da fortaleza toda. Tecnicamente falando, não foi elíptico, mas arcuado, com o salão central sendo formado da intersecção de dois arcos, e isso fez-o único no Império Romano. Sua função é desconhecida. Não houve assentos dentro dos arcos, que se opõe a um teatro, e a melhor aposta dos arqueólogos foi que as 12 alcovas podem ter contido imagens dos deuses, com o templo sendo dedicado aos 12 deuses primários do panteão romano. Ou, alternativamente, o formato oval pode ter representado a forma do mundo romano conhecido, mas não há evidência para apoiar isso.
O edifício mediu ao todo 52,4 metros por 31.45 metros e teve um pátio oval com um reservatório de água em seu centro, de 14 metros por 9 metros, cercado por 12 salas em forma de cunha. Traços da fundação de concreto para o reservatório e sua canalização de chumbo foram escavados. As 12 salas circundando o pátio tem grandes entradas arqueadas de 4 metros de comprimento e ao menos 5,5 metros de altura. Não é certo se o primeiro edifício estava mesmo completo, mas teria sido certamente destruído pelos anos 90 e o sítio foi subsequentemente utilizado para como o depósito de lixo da fortaleza por muitas décadas.
O segundo edifício elíptico foi construído sobre as fundações do primeiro, e embora o arquiteto deve ter tido cuidado para aproveitar o desenho exato do edifício anterior, o padrão do segundo ligeiramente modificado. Embora pareça muito similar, utilizou diâmetros diferentes de arco para alcançar uma projeto ligeiramente "mais gordo". O segundo edifício elíptico não foi construído até aproximadamente 220, e isso foi confirmado por uma moeda do imperador Heliogábalo (r. 218–222) sob um das lajes do pavimento. Pensa-se que o segundo edifício pode ter sobrevivido até o fim do governo e influência romana na Britânia.

## Capital da Britânia?
O edifício elíptico é uma das várias diferenças entre a fortaleza de Céstria e outras fortalezas romanas na província. Deva era 20% maior, 5 hectares (12 acres), que as fortalezas de Eboraco (Iorque) – mais tarde capital da Britânia Inferior – e Isca Augusta (Caerleon). Igualmente, a cortina de Céstria foi construída sem cimento, usando grandes blocos de arenito; isso requereu maior habilidade e esforço que os métodos utilizados para construir os muros de Eboraco e Isca Augusta, e foi geralmente reservado para as estruturas mais importantes como os templos ou muros das cidades em vez de muros de vilas. A presença de edifícios incomuns no coração da fortaleza – em complementação ao fato de possuir 4 hectares (10 acres) a mais que as demais fortalezas – tem sido levado em conta como evidência de que estas edificações eram destinadas ao governador provincial. Quando a construção de Deva havia iniciado, o governador (legado augusto propretor) da região era Cneu Júlio Agrícola. Canos de cobre encontrados no edifício elíptico portam seu nome, a única evidência na Britânia de um edifício sob seu controle direto. Estas diferenças sugerem que Deva pode ter sido a base administrativa de Agrícola – de fato capital da Britânia.  Isso foi especulado numa investigação realizada pelo programa Timewatch. 
Outro fator que aponta Deva Vitoriosa como uma capital provincial é a presença de um porto. De Deva, Irlanda (Hibérnia) também era acessível, uma terra que Agrícola tinha planos de conquistar; ele inclusive lançaria uma expedição à Irlanda, embora seja incerto a localização exata. Além disso, a dinastia flaviana era expansionista, e Deva estava mais próxima do que teria sido então o fronte, tornando a administração mais rápida e fácil. Além disso, o historiador Vittorio di Martino acredita que Agrícola teria escolhido Deva Vitoriosa como um possível futura capital da Britânia romana, pois estava praticamente situada no centro das ilhas Britânicas, estando localizada geograficamente quase à mesma distância das costas mais a oeste da Irlanda, os territórios mais a leste da Britânia e o Canal da Mancha. Independentemente dos planos do império para Deva, Londínio, o centro econômico e comercial da província, emergiu como a capital da Britânia, refletindo uma mudança na política imperial de expansionismo para de consolidação.